# Velika Trnovitica
Velika Trnovitica est un village et une municipalité située dans le comitat de Bjelovar-Bilogora, en Croatie. Au recensement de 2001, la municipalité comptait 1 569 habitants, dont 94,46 % de Croates et le village seul comptait 760 habitants.

## Localités
La municipalité de Velika Trnovitica compte 8 localités :
- Gornja Plošćica
- Gornja Trnovitica
- Mala Mlinska
- Mala Trnovitica
- Mlinski Vinogradi
- Nova Ploščica
- Velika Mlinska
- Velika Trnovitica